# Премия «Грэмми» за лучшее традиционное R&B-исполнение
Премия «Грэмми» за лучшее традиционное R&B-исполнение (англ. Grammy Award for Best Traditional R&B Performance) присуждается Академией звукозаписи США с 1999 года. До 2002 года награду вручали за альбомы, и категория называлась «Лучший традиционный вокальный R&B-альбом» (Best Traditional R&B Vocal Album). В 2003 году она была реорганизована и переименована в «Лучшее традиционное вокальное R&B-исполнение» (Best Traditional R&B Vocal Performance). В 2012 году название сократили.
Дебютную награду номинации получила Патти Лабелль за альбом Live! One Night Only на 41-й церемонии «Грэмми» 24 февраля 1999 года. Лидерство по количеству побед делят Лала Хэтэуэй и Бейонсе: у обеих по три статуэтки, причём Хэтэуэй — единственная, кто выигрывал приз свыше одного раза подряд. Также в число наиболее награждаемых музыкантов входят двукратные лауреаты Арета Франклин и Пи Джей Мортон. Хэтэуэй и Энтони Хэмилтон номинировались чаще других: по пять раз каждый. На 61-й церемонии в 2019 году премию впервые присудили исполнителям сразу двух песен: Пи Джей Мортону и Yebba за кавер-версию «How Deep Is Your Love» и Леону Бриджесу за композицию «Bet Ain’t Worth the Hand». В ноябре 2023 года двухлетняя дочь Виктории Моне Хейзел стала самой юной в истории претенденткой на «Грэмми» за партию в песне своей матери «Hollywood».
Согласно правилам 66-й премии «Грэмми», номинация «отмечает выдающееся мастерство в традиционном исполнении R&B и в том числе предназначена для записей, содержащих дополнительные элементы, характерные для блюза, госпела и джаза. Традиционный R&B может включать в себя такие стили, как соул, фанк, неосоул и cмус-джаз». В обновлённых правилах 2024 года указано, что категория «предназначена для записей с классическими для R&B/соула вокальными, инструментальными и композиционными элементами в стиле, который чётко отделяет их художественный замысел от современного подхода к жанру».

## Список лауреатов
| \| Год[I] \| Лауреат(ы) \| Страна \| Работа[II] \| Номинанты \| Ист. \| \| ------ \| ------------------------------------------------------------------------------- \| ------------ \| ---------------------------- \| ---------------------------------------------------------------------------------------------------------------------------------------------------------------------------------------------------------------------------------------------------------------------------------------------- \| ---- \| \| 1999 \| Патти Лабелль \| США \| Live! One Night Only[англ.] \| - Аарон Невилл — To Make Me Who I Am - The Temptations — Phoenix Rising[англ.] - Лютер Вэндросс — I Know - Реджина Белль[англ.] — Believe in Me[англ.] \| [3] \| \| 2000 \| Барри Уайт \| США \| Staying Power[англ.] \| - The Neville Brothers — Valence Street - Пибо Брайсон — Unconditional Love[англ.] - Уилсон Пикетт — It's Harder Now - Смоки Робинсон — Intimate[англ.] \| [4] \| \| 2001 \| The Temptations \| США \| Ear-Resistible[англ.] \| - Джеффри Осборн[англ.] — That's For Sure - Джонни Тейлор?! — Gotta Get the Groove Back - Джордж Дюк — Cool[англ.] - Уилл Даунинг[англ.] — All the Man You Need[англ.] \| [5] \| \| 2002 \| Глэдис Найт \| США \| At Last[англ.] \| - The O'Jays — For the Love... - Мики Ховард[англ.] — Three Wishes[англ.] - Ламонт Дозье[англ.] — An American Original - Реджина Белль[англ.] — This Is Regina![англ.] \| [6] \| \| 2003 \| Чака Хан и The Funk Brothers[англ.] \| США \| «What’s Going On» \| - Лютер Вэндросс — «Any Day Now» - The Temptations — «Lady» - Реми Шанд[англ.] — «Rocksteady» - Энн Несби[англ.] при участии Эла Грина — «Put It on Paper» \| [7] \| \| 2004 \| Арета Франклин \| США \| «Wonderful» \| - Келли Прайс[англ.] — «He Proposed» - Патти Лабелль — «Way Up There» - Энтони Хэмилтон[англ.] — «Comin' from Where I’m From[англ.]» - Earth, Wind & Fire — «Hold Me[англ.]» \| [8] \| \| 2005 \| Принс \| США \| «Musicology[англ.]» \| - Анита Бейкер — «You’re My Everything[англ.]» - Рэй Чарльз и Би Би Кинг — «Sinner’s Prayer» - Эл Грин — «I Can’t Stop» - Патти Лабелль — «New Day[англ.]» \| [9] \| \| 2006 \| Арета Франклин \| США \| «A House Is Not a Home» \| - Мэрайя Кэри — «Mine Again[англ.]» - Фантазия Баррино — «Summertime» - Алиша Киз — «If I Was Your Woman[англ.]» - Джон Ледженд — «Stay With You» \| [10] \| \| 2007 \| Джордж Бенсон и Эл Джерро при участии Джилл Скотт \| США \| «God Bless the Child[англ.]» \| - The Temptations — «How Sweet It Is (To Be Loved by You)» - Сэм Мур, Билли Престон, Дзуккеро, Эрик Клэптон и Роберт Рэндольф[англ.]* — «You Are So Beautiful» - Мэри Джей Блайдж и Рафаэл Садик — «I Found My Everything» - Анита Бейкер — «Christmas Time Is Here[англ.]» \| [11] \| \| 2008 \| Джеральд Леверт[англ.] \| США \| «In My Songs» \| - Райан Шоу[англ.] — «I Am Your Man» - Энн Несби[англ.] — «I Apologize» - Рэнди Кроуфорд и Джо Сэмпл[англ.] — «All Night Long» - Отис Клей — «Walk a Mile in My Shoes» \| [12] \| \| 2009 \| Эл Грин при участии Энтони Хэмилтона[англ.] \| США \| «You’ve Got the Love I Need» \| - Джазмин Салливан — «In Love With Another Man» - Рафаэл Садик — «Love That Girl[англ.]» - Линда Джонс[англ.], Хелен Брунер и Терри Джонс[англ.] — «Baby I Know» - Уэйн Брэди[англ.] — «A Change Is Gonna Come» \| [13] \| \| 2010 \| Бейонсе \| США \| «At Last» \| - Кэлвин Ричардсон[англ.] — «Woman Gotta Have It[англ.]» - Энн Несби[англ.] — «Sow Love» - Бони Джеймс и Quinn — «Don't Let Me Be Lonely Tonight[англ.]» - Энтони Хэмилтон[англ.] — «Soul Music» \| [14] \| \| 2011 \| Джон Ледженд и The Roots \| США \| «Hang on in There» \| - Ар Келли — «When a Woman Loves[англ.]» - Кэлвин Ричардсон[англ.] — «You’re So Amazing» - Райан Шоу[англ.] — «In Between» - Бетти Райт[англ.] — «Go [Live]» \| [15] \| \| 2012 \| Си Ло Грин и Мелани Фиона \| США · Канада \| «Fool for You[англ.]» \| - Бетти Райт[англ.] и The Roots — «Surrender» - Рафаэл Садик — «Good Man» - Ар Келли — «Radio Message» - Эрик Бенет[англ.] — «Sometimes I Cry[англ.]» \| [16] \| \| 2013 \| Бейонсе \| США \| «Love On Top» \| - SWV — «If Only You Knew[англ.]» - Грегори Портер — «Real Good Hands» - Мелани Фиона — «Wrong Side of a Love Song[англ.]» - Анита Бейкер — «Lately[англ.]» \| [17] \| \| 2014 \| Гэри Кларк-младший[англ.] \| США \| «Please Come Home» \| - Райан Шоу[англ.] — «Yesterday» - Грегори Портер — «Hey Laura» - Maysa[англ.] — «Quiet Fire» - Фантазия — «Get It Right» \| [18] \| \| 2015 \| Robert Glasper Experiment при участии Лалы Хэтэуэй и Малькольма-Джамала Уорнера \| США \| «Jesus Children» \| - Антоник Смит[англ.] — «Hold Up Wait A Minute (Woo Woo)» - Кем[англ.] — «Nobody» - Энджи Фишер[англ.] — «IRS» - Марша Амброзиус[англ.] и Энтони Хэмилтон[англ.] — «As» \| [19] \| \| 2016 \| Лала Хэтэуэй \| США \| «Little Ghetto Boy[англ.]» \| - Чарли Уилсон[англ.] — «My Favorite Part of You» - Тайриз — «Shame» - Джазмин Салливан — «Let It Burn» - Фейт Эванс — «He Is» \| [20] \| \| 2017 \| Лала Хэтэуэй \| США \| «Angel» \| - Джилл Скотт — «Can’t Wait» - Фантазия — «Sleeping with the One I Love[англ.]» - BJ the Chicago Kid[англ.] — «Woman’s World» - Уильям Белл[англ.] — «The Three of Me» \| [21] \| \| 2018 \| Childish Gambino \| США \| «Redbone» \| - Мали Мьюзик[англ.] — «Still» - Ледиси[англ.] — «All the Way» - Энтони Хэмилтон[англ.] при участии The Hamiltones — «What I’m Feelin'» - The Baylor Project[англ.] — «Laugh And Move On» \| [22] \| \| 2019 \| Пи Джей Мортон при участии Yebba[англ.] \| США \| «How Deep Is Your Love» \| - Чарли Уилсон[англ.] при участии Лалы Хэтэуэй — «Made for Love» - Мейджор[англ.] — «Honest» - Бетти Лаветт[англ.] — «Don’t Fall Apart on Me Tonight» \| [23] \| \| 2019 \| Леон Бриджес[англ.] \| США \| «Bet Ain’t Worth the Hand» \| - Чарли Уилсон[англ.] при участии Лалы Хэтэуэй — «Made for Love» - Мейджор[англ.] — «Honest» - Бетти Лаветт[англ.] — «Don’t Fall Apart on Me Tonight» \| [23] \| \| 2020 \| Лиззо \| США \| «Jerome» \| - Пи Джей Мортон при участии Джазмин Салливан — «Built for Love» - Лаки Дэй[англ.] — «Real Games» - Индиа.Ари — «Steady Love» - BJ the Chicago Kid[англ.] — «Time Today» \| [24] \| \| 2021 \| Ледиси[англ.] \| США \| «Anything For You» \| - The Baylor Project[англ.] — «Sit On Down» - Chloe x Halle — «Wonder What She Thinks of Me» - Майкал Килгор[англ.] — «Let Me Go» - Yebba[англ.] — «Distance» \| [25] \| \| 2022 \| H.E.R. \| США \| «Fight for You» \| - Лаки Дэй[англ.] при участии Yebba[англ.] — «How Much Can a Heart Take» - Леон Бриджес[англ.] при участии Роберта Гласпера — «Born Again» - BJ The Chicago Kid[англ.], Пи Джей Мортон и Кеньон Диксон[англ.] при участии Чарли Берила — «Bring It On Home to Me» - Джон Батист — «I Need You» \| [26] \| \| 2023 \| Бейонсе \| США \| «Plastic Off the Sofa» \| - Мэри Джей Блайдж — «Good Morning Gorgeous[англ.]» - Адам Блэкстоун[англ.] при участии Джазмин Салливан — «’Round Midnight» - Бэбифейс при участии Эллы Май — «Keeps on Fallin'» - Сно Аалегра[англ.] — «Do 4 Love[англ.]» \| [27] \| \| 2024 \| Пи Джей Мортон при участии Сьюзен Кэрол \| США \| «Good Morning» \| - SZA — «Love Language» - Виктория Моне при участии Earth, Wind & Fire и Хейзел Моне — «Hollywood» - Кеньон Диксон[англ.] — «Lucky» - Бэбифейс при участии Коко Джонс[англ.] — «Simple» \| [28] \| \| 2025 \| Лаки Дэй[англ.] \| США \| «That’s You» \| - Марша Амброзиус[англ.] — «Wet» - Кеньон Диксон[англ.] — «Can I Have This Groove» - Лала Хэтэуэй при участии Майкла Макдональда — «No Lie» - Муни Лонг[англ.] — «Make Me Forget» \| [29] \| |                                                                                 |              |                              | |        |
| Год | Лауреат(ы)                                                                      | Страна       | Работа                       | Номинанты | Ист.   |
| 1999 | Патти Лабелль                                                                   | США          | Live! One Night Only         | - Аарон Невилл — To Make Me Who I Am - The Temptations — Phoenix Rising - Лютер Вэндросс — I Know - Реджина Белль — Believe in Me | [ 3 ]  |
| 2000 | Барри Уайт                                                                      | США          | Staying Power                | - The Neville Brothers — Valence Street - Пибо Брайсон — Unconditional Love - Уилсон Пикетт — It's Harder Now - Смоки Робинсон — Intimate | [ 4 ]  |
| 2001 | The Temptations                                                                 | США          | Ear-Resistible               | - Джеффри Осборн — That's For Sure - Джонни Тейлор — Gotta Get the Groove Back - Джордж Дюк — Cool - Уилл Даунинг — All the Man You Need | [ 5 ]  |
| 2002 | Глэдис Найт                                                                     | США          | At Last                      | - The O'Jays — For the Love... - Мики Ховард — Three Wishes - Ламонт Дозье — An American Original - Реджина Белль — This Is Regina! | [ 6 ]  |
| 2003 | Чака Хан и The Funk Brothers                                                    | США          | «What’s Going On»            | - Лютер Вэндросс — «Any Day Now» - The Temptations — «Lady» - Реми Шанд — «Rocksteady» - Энн Несби при участии Эла Грина — «Put It on Paper» | [ 7 ]  |
| 2004 | Арета Франклин                                                                  | США          | «Wonderful»                  | - Келли Прайс — «He Proposed» - Патти Лабелль — «Way Up There» - Энтони Хэмилтон — «Comin' from Where I’m From» - Earth, Wind & Fire — «Hold Me» | [ 8 ]  |
| 2005 | Принс                                                                           | США          | «Musicology»                 | - Анита Бейкер — «You’re My Everything» - Рэй Чарльз и Би Би Кинг — «Sinner’s Prayer» - Эл Грин — «I Can’t Stop» - Патти Лабелль — «New Day» | [ 9 ]  |
| 2006 | Арета Франклин                                                                  | США          | «A House Is Not a Home»      | - Мэрайя Кэри — «Mine Again» - Фантазия Баррино — «Summertime» - Алиша Киз — «If I Was Your Woman» - Джон Ледженд — «Stay With You» | [ 10 ] |
| 2007 | Джордж Бенсон и Эл Джерро при участии Джилл Скотт                               | США          | «God Bless the Child»        | - The Temptations — «How Sweet It Is (To Be Loved by You)» - Сэм Мур, Билли Престон, Дзуккеро, Эрик Клэптон и Роберт Рэндольф — «You Are So Beautiful» - Мэри Джей Блайдж и Рафаэл Садик — «I Found My Everything» - Анита Бейкер — «Christmas Time Is Here» | [ 11 ] |
| 2008 | Джеральд Леверт                                                                 | США          | «In My Songs»                | - Райан Шоу — «I Am Your Man» - Энн Несби — «I Apologize» - Рэнди Кроуфорд и Джо Сэмпл — «All Night Long» - Отис Клей — «Walk a Mile in My Shoes» | [ 12 ] |
| 2009 | Эл Грин при участии Энтони Хэмилтона                                            | США          | «You’ve Got the Love I Need» | - Джазмин Салливан — «In Love With Another Man» - Рафаэл Садик — «Love That Girl» - Линда Джонс, Хелен Брунер и Терри Джонс — «Baby I Know» - Уэйн Брэди — «A Change Is Gonna Come»                                                                          | [ 13 ] |
| 2010 | Бейонсе                                                                         | США          | «At Last»                    | - Кэлвин Ричардсон — «Woman Gotta Have It» - Энн Несби — «Sow Love» - Бони Джеймс и Quinn — «Don't Let Me Be Lonely Tonight» - Энтони Хэмилтон — «Soul Music»                                                                                                | [ 14 ] |
| 2011 | Джон Ледженд и The Roots                                                        | США          | «Hang on in There»           | - Ар Келли — «When a Woman Loves» - Кэлвин Ричардсон — «You’re So Amazing» - Райан Шоу — «In Between» - Бетти Райт — «Go [Live]» | [ 15 ] |
| 2012 | Си Ло Грин и Мелани Фиона                                                       | США · Канада | «Fool for You»               | - Бетти Райт и The Roots — «Surrender» - Рафаэл Садик — «Good Man» - Ар Келли — «Radio Message» - Эрик Бенет — «Sometimes I Cry» | [ 16 ] |
| 2013 | Бейонсе                                                                         | США          | «Love On Top»                | - SWV — «If Only You Knew» - Грегори Портер — «Real Good Hands» - Мелани Фиона — «Wrong Side of a Love Song» - Анита Бейкер — «Lately» | [ 17 ] |
| 2014 | Гэри Кларк-младший                                                              | США          | «Please Come Home»           | - Райан Шоу — «Yesterday» - Грегори Портер — «Hey Laura» - Maysa — «Quiet Fire» - Фантазия — «Get It Right» | [ 18 ] |
| 2015 | Robert Glasper Experiment при участии Лалы Хэтэуэй и Малькольма-Джамала Уорнера | США          | «Jesus Children»             | - Антоник Смит — «Hold Up Wait A Minute (Woo Woo)» - Кем — «Nobody» - Энджи Фишер — «IRS» - Марша Амброзиус и Энтони Хэмилтон — «As» | [ 19 ] |
| 2016 | Лала Хэтэуэй                                                                    | США          | «Little Ghetto Boy»          | - Чарли Уилсон — «My Favorite Part of You» - Тайриз — «Shame» - Джазмин Салливан — «Let It Burn» - Фейт Эванс — «He Is» | [ 20 ] |
| 2017 | Лала Хэтэуэй                                                                    | США          | «Angel»                      | - Джилл Скотт — «Can’t Wait» - Фантазия — «Sleeping with the One I Love» - BJ the Chicago Kid — «Woman’s World» - Уильям Белл — «The Three of Me» | [ 21 ] |
| 2018 | Childish Gambino                                                                | США          | «Redbone»                    | - Мали Мьюзик — «Still» - Ледиси — «All the Way» - Энтони Хэмилтон при участии The Hamiltones — «What I’m Feelin'» - The Baylor Project — «Laugh And Move On»                                                                                                | [ 22 ] |
| 2019 | Пи Джей Мортон при участии Yebba                                                | США          | «How Deep Is Your Love»      | - Чарли Уилсон при участии Лалы Хэтэуэй — «Made for Love» - Мейджор — «Honest» - Бетти Лаветт — «Don’t Fall Apart on Me Tonight» | [ 23 ] |
| 2019 | Леон Бриджес                                                                    | США          | «Bet Ain’t Worth the Hand»   | - Чарли Уилсон при участии Лалы Хэтэуэй — «Made for Love» - Мейджор — «Honest» - Бетти Лаветт — «Don’t Fall Apart on Me Tonight» | [ 23 ] |
| 2020 | Лиззо                                                                           | США          | «Jerome»                     | - Пи Джей Мортон при участии Джазмин Салливан — «Built for Love» - Лаки Дэй — «Real Games» - Индиа.Ари — «Steady Love» - BJ the Chicago Kid — «Time Today»                                                                                                   | [ 24 ] |
| 2021 | Ледиси                                                                          | США          | «Anything For You»           | - The Baylor Project — «Sit On Down» - Chloe x Halle — «Wonder What She Thinks of Me» - Майкал Килгор — «Let Me Go» - Yebba — «Distance» | [ 25 ] |
| 2022 | H.E.R.                                                                          | США          | «Fight for You»              | - Лаки Дэй при участии Yebba — «How Much Can a Heart Take» - Леон Бриджес при участии Роберта Гласпера — «Born Again» - BJ The Chicago Kid, Пи Джей Мортон и Кеньон Диксон при участии Чарли Берила — «Bring It On Home to Me» - Джон Батист — «I Need You»  | [ 26 ] |
| 2023 | Бейонсе                                                                         | США          | «Plastic Off the Sofa»       | - Мэри Джей Блайдж — «Good Morning Gorgeous» - Адам Блэкстоун при участии Джазмин Салливан — «’Round Midnight» - Бэбифейс при участии Эллы Май — «Keeps on Fallin'» - Сно Аалегра — «Do 4 Love»                                                              | [ 27 ] |
| 2024 | Пи Джей Мортон при участии Сьюзен Кэрол                                         | США          | «Good Morning»               | - SZA — «Love Language» - Виктория Моне при участии Earth, Wind & Fire и Хейзел Моне — «Hollywood» - Кеньон Диксон — «Lucky» - Бэбифейс при участии Коко Джонс — «Simple»                                                                                    | [ 28 ] |
| 2025 | Лаки Дэй                                                                        | США          | «That’s You»                 | - Марша Амброзиус — «Wet» - Кеньон Диксон — «Can I Have This Groove» - Лала Хэтэуэй при участии Майкла Макдональда — «No Lie» - Муни Лонг — «Make Me Forget»                                                                                                 | [ 29 ] |

### Комментарии
1. ↑  Ссылка на церемонию «Грэмми», прошедшую в этом году.
2. ↑  С 1999 по 2002 год номинировались только альбомы; начиная с 2003 года номинируются только синглы и треки.